# كايل فيسر
كايل فيسر (بالإنجليزية: Kyle Visser)‏ مواليد 19 أكتوبر 1985 في غراند رابيدز، هو لاعب كرة سلة أمريكي. بدأ مسيرته الاحترافية في سنة 2007. يبلغ طوله 6 قدم 11 بوصة (2.1 م). لعب مع نادي رادنيتشكي كراغوييفاتس لكرة السلة في صربيا ونادي لوفين براونشفايغ لكرة السلة في ألمانيا.

## روابط خارجية
- كايل فيسر على موقع كرة السلة الأوروبية.كوم (الإنجليزية)
- كايل فيسر على موقع كلية كرة السلة في سبورتس رفرنس.كوم (الإنجليزية)
- كايل فيسر على موقع ريلجم (الإنجليزية)
- كايل فيسر على موقع بروبوليرز (الإنجليزية)